# 水蒸気
水蒸気（すいじょうき、スチームともいう）は、水が気化した蒸気。空気中の水蒸気量、特に飽和水蒸気量に対する水蒸気量の割合のことを湿度という。

## 水蒸気と湯気
水蒸気と湯気は状態と性質が異なり、水蒸気が気体で目に見えないのに対し、湯気は液体で目に見える状態である。霧、川霧、温泉の湯煙、湯を沸かしているやかんの口から出る湯気、寒い朝の白い息などは、水が蒸発後に冷却され凝結したもので、その生じた液体も直後に蒸発して瞬時に消えてしまうことが多い。
なお、「蒸気」は科学時代になって生まれた概念であるため、ほとんどの国で湯気から派生した言葉を当てている。例えばタイ語では「アイナム」といい蒸気と水蒸気、湯気の区別がない。一方、英語ではsteam（湯気）とvapor（蒸気）があり、後者のほうが意味的には揮発に近く水からは離れているとされる。

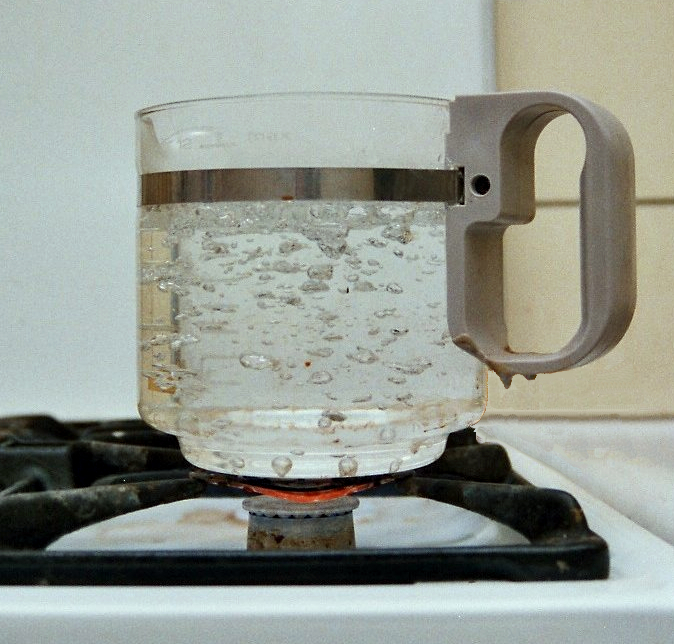
水蒸気は無色である
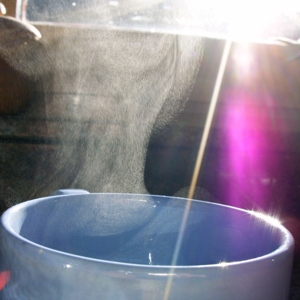
ティーカップから立ち上る水蒸気を含む湯気
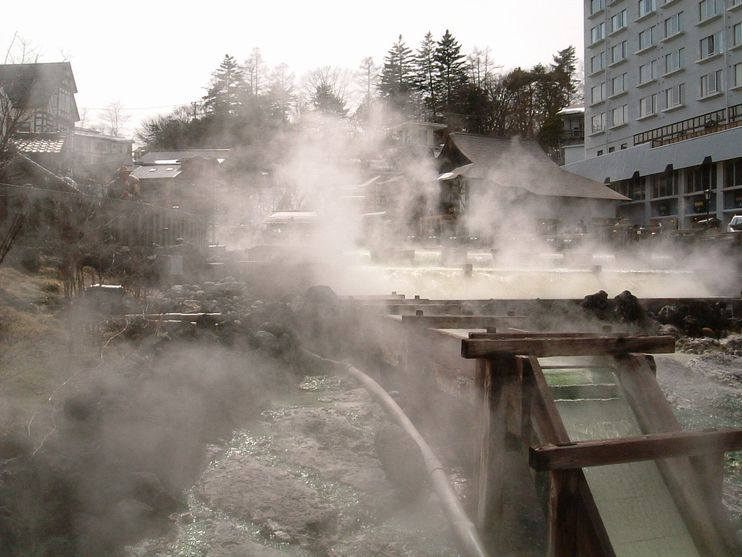
湯煙（草津温泉の湯畑）

## 水と蒸気
一定圧力下で常温の水をゆっくり加熱すると、ある温度（大気圧 760 mmHg のもとでは 100 ℃）で蒸気に変わる。加熱に伴って水が蒸発し全体の体積が増加するが、その間温度は一定のまま変わらない。すべての水が蒸発して気体となった後、ゆっくりとさらに加熱すると、蒸気の温度は再び増加し始める。

水の P-v 線図

蒸気となった水を冷却すると、同じ経路を逆にたどって、蒸気は凝縮して液体の水になる。以上の変化は、水に限らず一般の物質に共通している。一部の水（液体）が蒸発を始める温度を、その圧力における飽和温度とよび、逆にその圧力を、その温度における飽和圧力（飽和蒸気圧）とよぶ。標準大気圧の水の飽和温度は 100 ℃ であり、100 ℃ の水の飽和圧力は 760 mmHg = 1013.25 hPa である。飽和温度は圧力が上昇すると共に上昇する。
飽和温度の水（液体）を飽和水（水以外では飽和液）、蒸気を飽和蒸気とよび、飽和温度以下の温度の水（液体）をサブクール水（水以外ではサブクール液）、飽和温度以上の温度の蒸気（気体）を過熱蒸気（水以外でも同じ）とよぶ。サブクール水または過熱蒸気の熱力学的状態は、二つの状態量（通常は圧力と温度）で指定することができる。

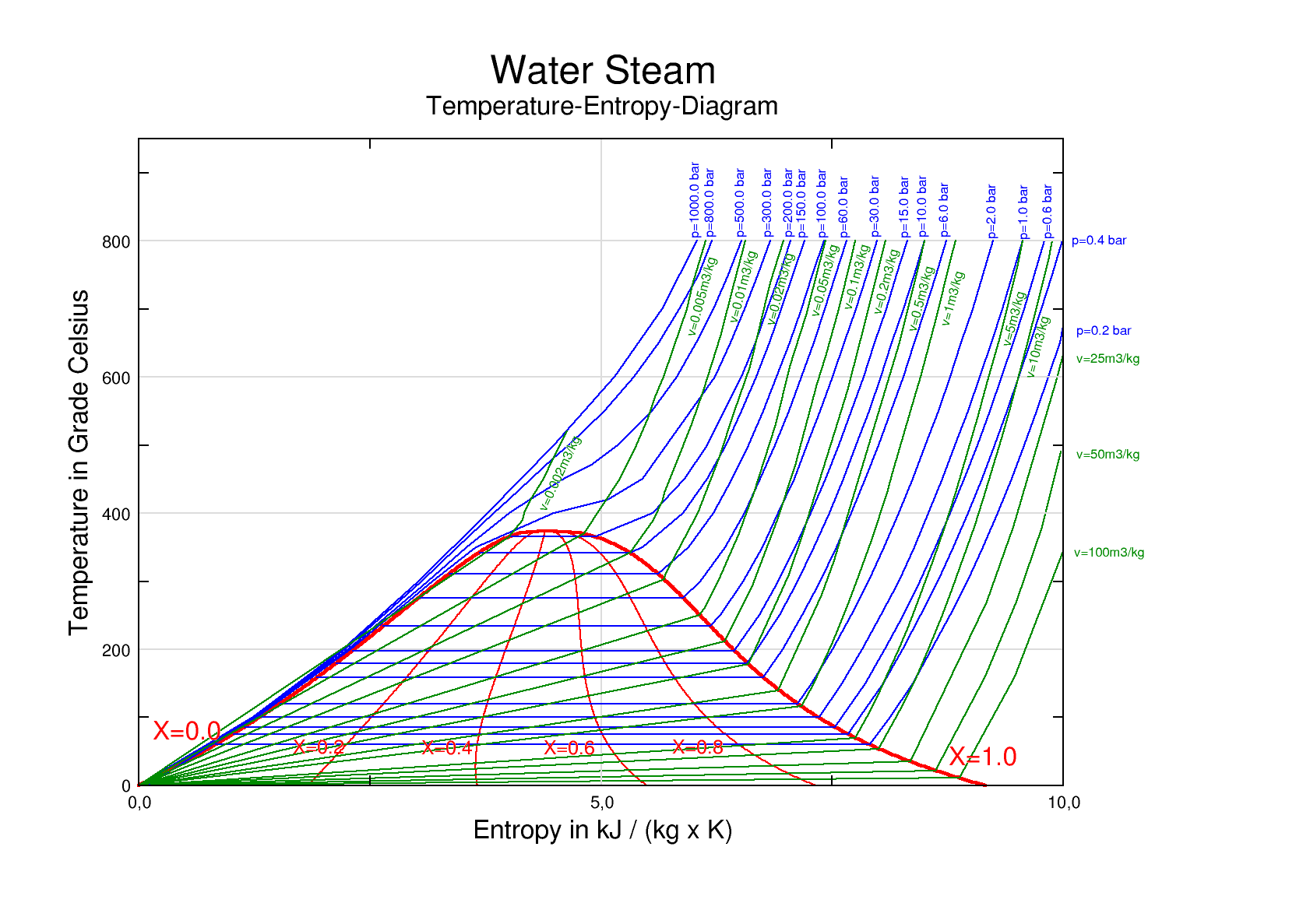
水の T-s 線図

蒸気泡を含んだ水や水滴を含んだ蒸気は一般に湿り蒸気とよばれる。水と蒸気が熱力学的平衡（圧力と温度があい等しい）であれば、飽和水（液）と飽和蒸気の混合物である。湿り蒸気であれば圧力は飽和圧力であり、温度は飽和温度である。湿り蒸気の熱力学的状態は圧力または温度に加えて、次式の乾き度 χ を用いて指定することができる。
{\displaystyle \chi ={\frac {m_{\mathrm {vapour} }}{m_{\mathrm {total} }}}}
{\displaystyle m_{\mathrm {vapour} }}:気体の質量、{\displaystyle m_{\mathrm {total} }}:全体の質量

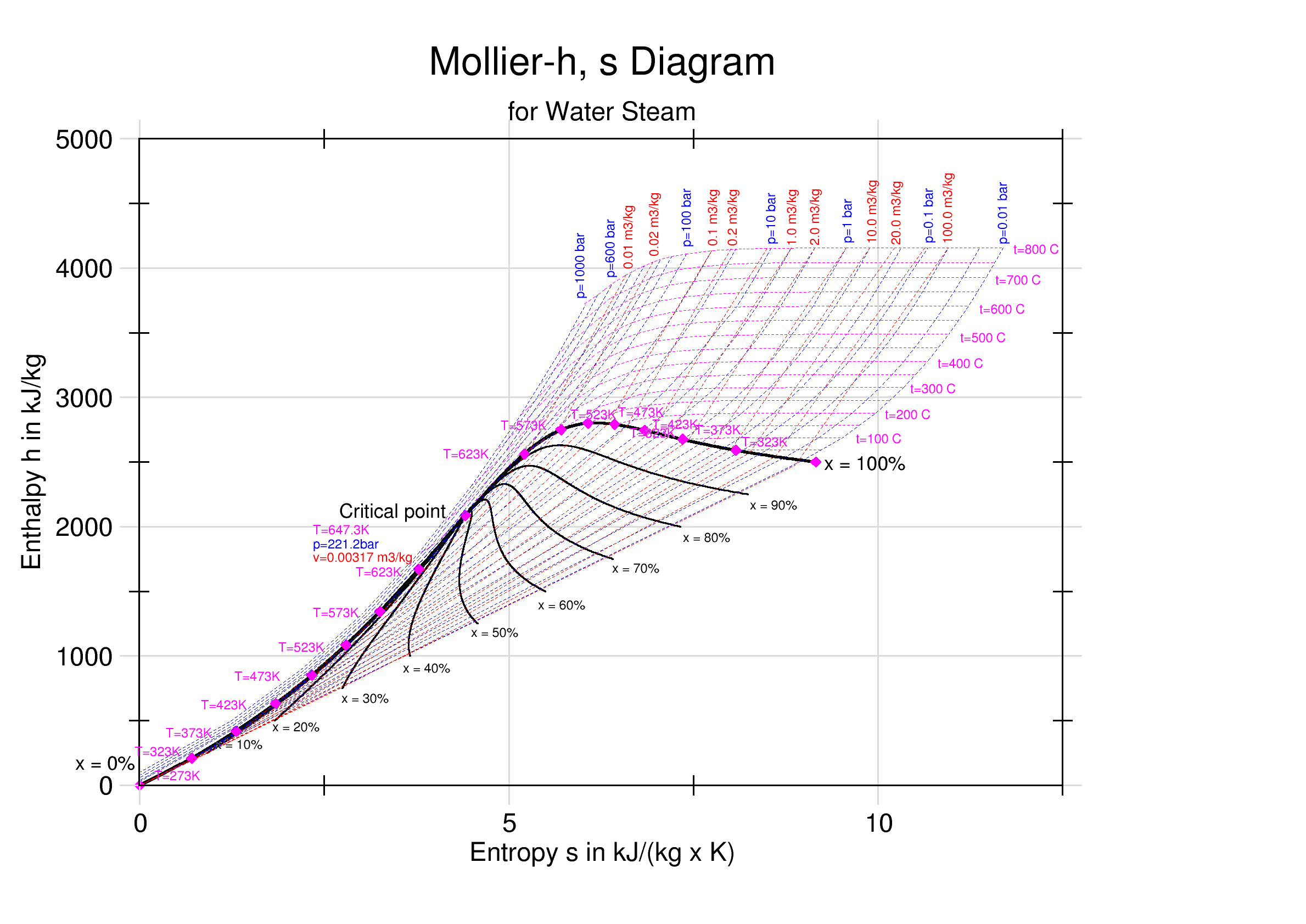
水の h-s 線図

圧力が高くなると、気体の飽和蒸気の比体積（単位質量あたりの体積）は小さくなり、一方飽和水の比体積は飽和温度が高くなるため少しずつ大きくなり、ある圧力で飽和水と飽和蒸気の状態は一点に合体する。この状態は臨界点とよばれ、臨界点以上の圧力では液体と気体の区別をつけることはできなくなる（⇒超臨界流体）。水の臨界点は、圧力 220.64バール (22.064 MPa; 217.75 atm) 、温度 373.95 °C (647.10 K) 、比体積 0.0031700 m3/kg である。
湿り蒸気を密閉容器の中でゆっくり冷却すると、蒸気の一部が凝縮すると共に温度と圧力が低下する。湿り蒸気を維持したままある温度に達すると、湿り蒸気の一部に氷が生じ、温度も圧力も変化しなくなる。この状態を三重点とよび、水の場合は、温度 0.01 °C (273.16 K)、圧力 0.006112バール (0.0006112 MPa; 0.006032 atm) である。水の三重点は国際単位系の温度定義の基準点に用いられている。
三重点の水をさらに冷却すると、水が氷に変化（凝固）し、水がなくなると温度と圧力が再び低下し始め、蒸気が氷に変化（固体と気体間の状態変化を総じて昇華という）する。液体の水は、三重点と臨界点の間の限られた圧力範囲で存在することになる。これらの事がらは、水に限らず一般の物質に共通した性質である。

## 水蒸気の利用
食品分野では古くから蒸し料理、澱粉性食品の加工や焼成に用いられてきた。業務用厨房機器や食品加工装置（スチームコンベクションオーブンなど）や調理家電（炊飯器など）にも利用されている。圧力釜やオートクレーブもほぼこれを利用している。
また、水蒸気を利用した蒸気機関は、主に産業革命以降に熱エネルギーから運動エネルギーへ変換する動力源として重要な役割を担った。汽力発電（火力発電や原子力発電）で蒸気タービンの駆動に利用されている。
このほか、水蒸気を熱媒とした蒸気暖房、蒸し風呂、高温を利用した清掃用具（スチームクリーナー）がある。